# Oelitsa Sergeja Ejzensjtejna
Oelitsa Sergeja Ejzensjtejna (Russisch: Улица Сергея Эйзенштейна) is het oostelijke eindstation van de Moskouse monorail.

## Geschiedenis
De bouw van de monorail begon in het voorjaar van 2001 en het was toen de bedoeling om de eerste fase in 2003 te openen. De eerste fase loopt van het VDNCh terrein langs het omroepcentrum naar het westen, de tweede fase zou in noordelijke richting naar station Botanitsjeski Sad lopen maar verder dan het depot vlak ten noorden van Oelitsa Sergeja Ejzensjtejna kwam de aanleg niet. Het station en de naamgevende straat zijn genoemde naar de Letse regisseur Sergej Eisenstein. De monorail werd op 20 november 2004 geopend als een toeristische attractie, de zogeheten excursie modus. De twee treinen reden om het half uur en reizigers konden alleen instappen op Oelitsa Sergeja Ejzensjtejna. Vanaf 29 november 2004 waren instappers ook welkom op Timirjazevskaja. Het duurde echter nog tot 10 januari 2008 voordat de monorail regulier onderdeel werd van het opnebaarvervoer waarbij op alle stations tussen 6:50 uur en 23:00 uur kon worden in- en uitgestapt. Op 23 januari 2017 werd teruggekeerd in de excursie modus tussen 7:50 uur en 20:00 uur. In mei volgde plannen voor de ombouw tot tramlijn, eind 2018 verklaarde het stadsbestuur dat ze niet van plan zijn om de monorail te sluiten.  

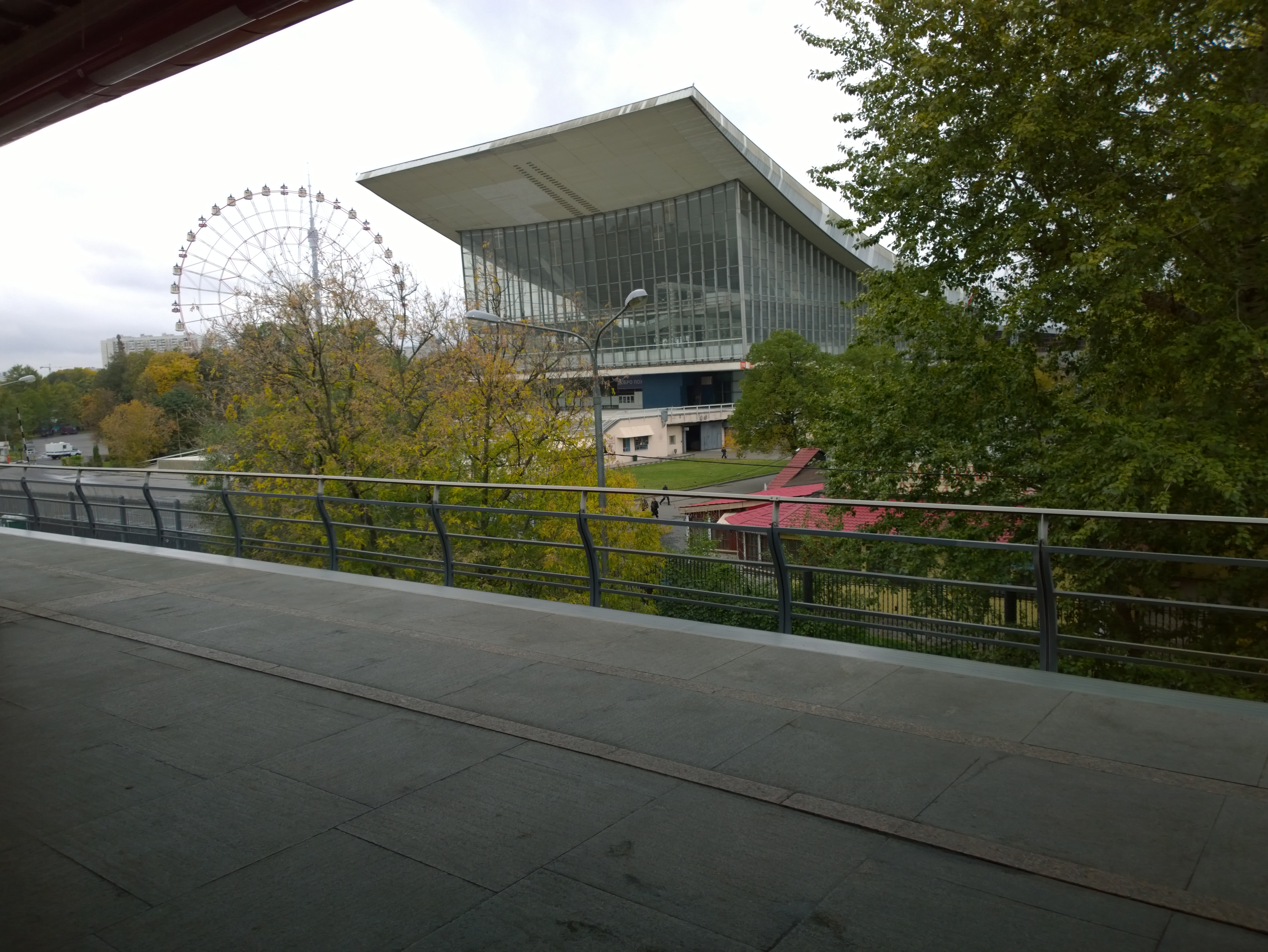
Uitzicht vanaf het perron op de Moskouhal, het voormalige Sovjetpaviljoen van de Expo 67, dat op het VDNCh terrein is herbouwd.
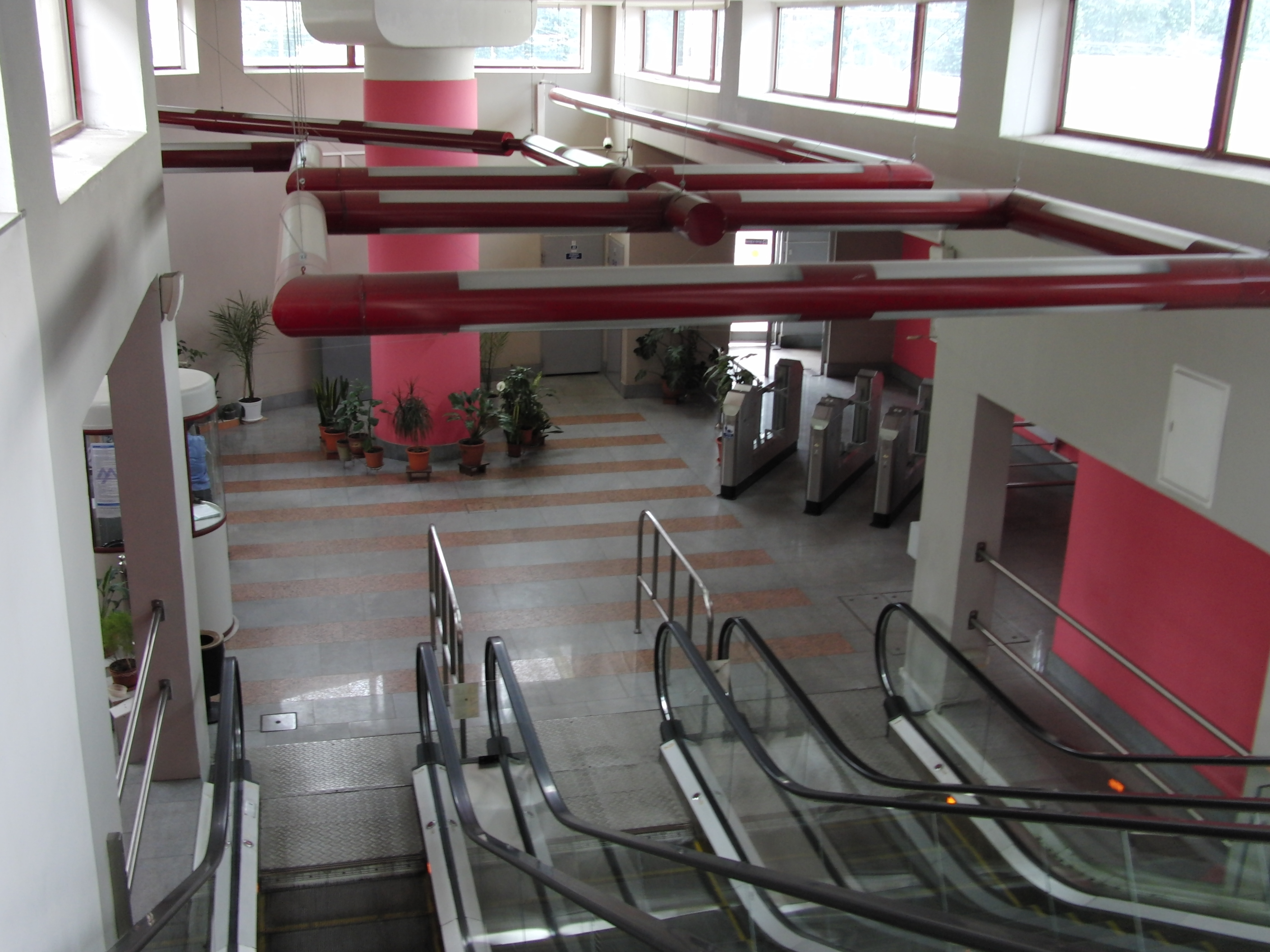
De stationshal
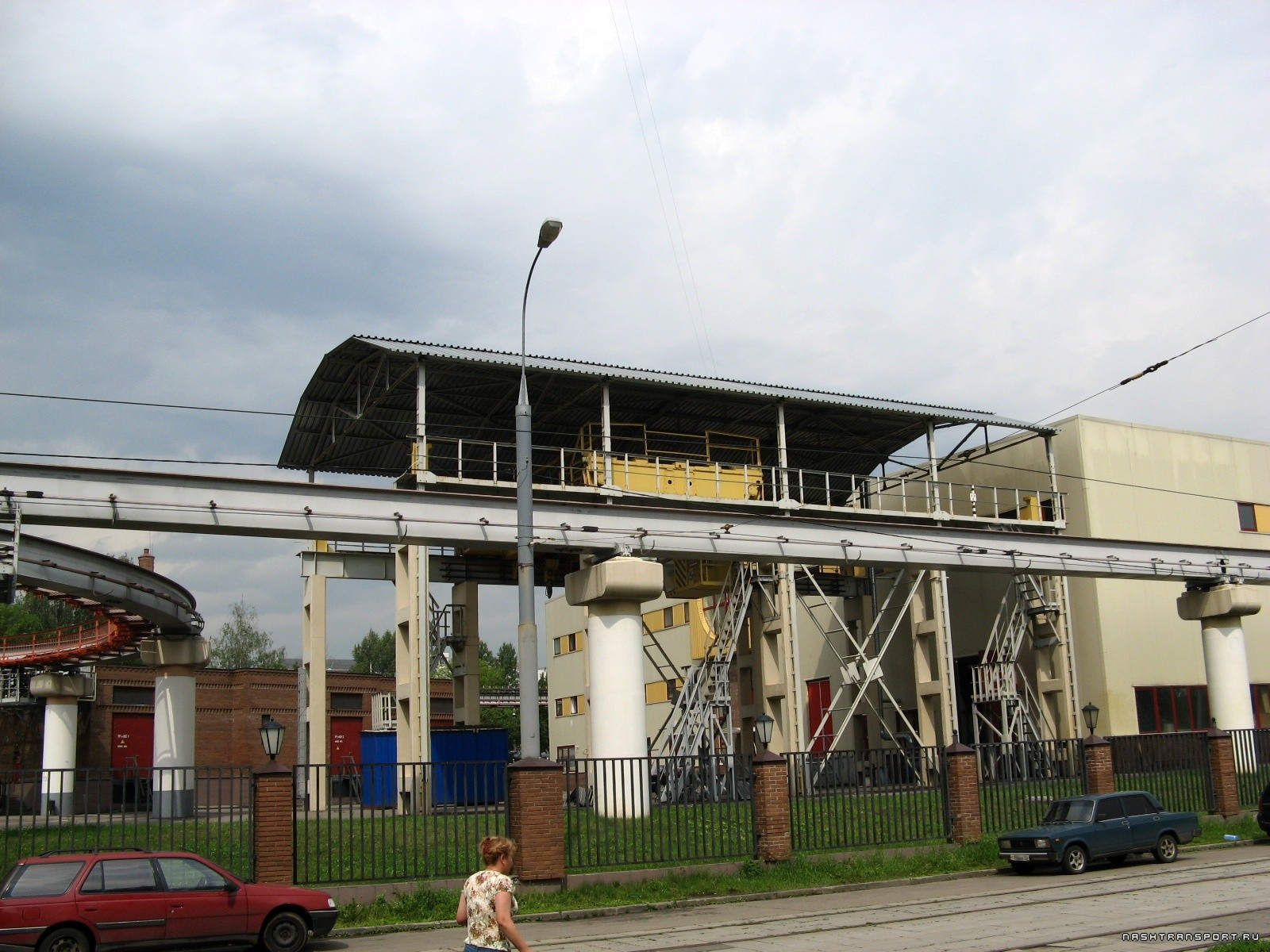
De keerlus en het depot aan de noordkant van Oelitsa Sergeja Ejzensjtejna

## Ligging
Het station ligt bij de noordelijke ingang van het VDNCh bij de hallen 70 en 75 die via de lift aan de zuidkant van het perron direct te bereiken is. De stationshal, die met roltrappen met het perron verbonden is, ligt aan de noordkant bij de Oelitsa Sergeja Ejzensjtejna in het verlengde van de 1e landbouwpassage. Aan de overkant van de Oelitsa Sergeja Ejzensjtejna ligt een keerlus voor de monorail en het depot aan de 1e landbouwpassage. Dit depot is gebouwd op de plaats van het vroegere openbaarvervoermuseum. Zowel aan de west- als aan de oostkant wordt het station geflankeerd door vroegere Sovjet inzendingen voor de wereldtentoonstellingen die hier zijn herbouwd. Hal 70 was het paviljoen op de Expo 67 in Montreal en op het plein aan de oostkant staat het Sovjetpaviljoen met het beeld van de arbeider en de boerin dat op de Wereldtentoonstelling van 1937 in Parijs stond. Reizigers kunnen overstappen op de buslijnen 154 en 428 bij de bushaltes naast het station. Ook kan worden overgestapt op Rostokino, dat 2,4 km noordelijker ligt, zonder opnieuw het instaptarief te betalen in omgekeerde richting kan dit echter niet.  